# Amyndeo (Weinbaugebiet)
Amyndeo ist ein griechisches Weinbaugebiet.
Amyndeo ist eines von insgesamt 26 Herkunftsbezeichnungen, die über den Status eines OPAP (Onomasia proelefseos anoteras piotitos Ονομασία προελευσέως ανωτέρας ποιότητος)-Weins, der höchsten griechischen Qualitätsstufe verfügen. Die Rebflächen liegen im Osten des Regionalbezirks Florina, einem Teil der Region Makedonien. Benannt ist das Gebiet nach der gleichnamigen Gemeinde Amyndeo.

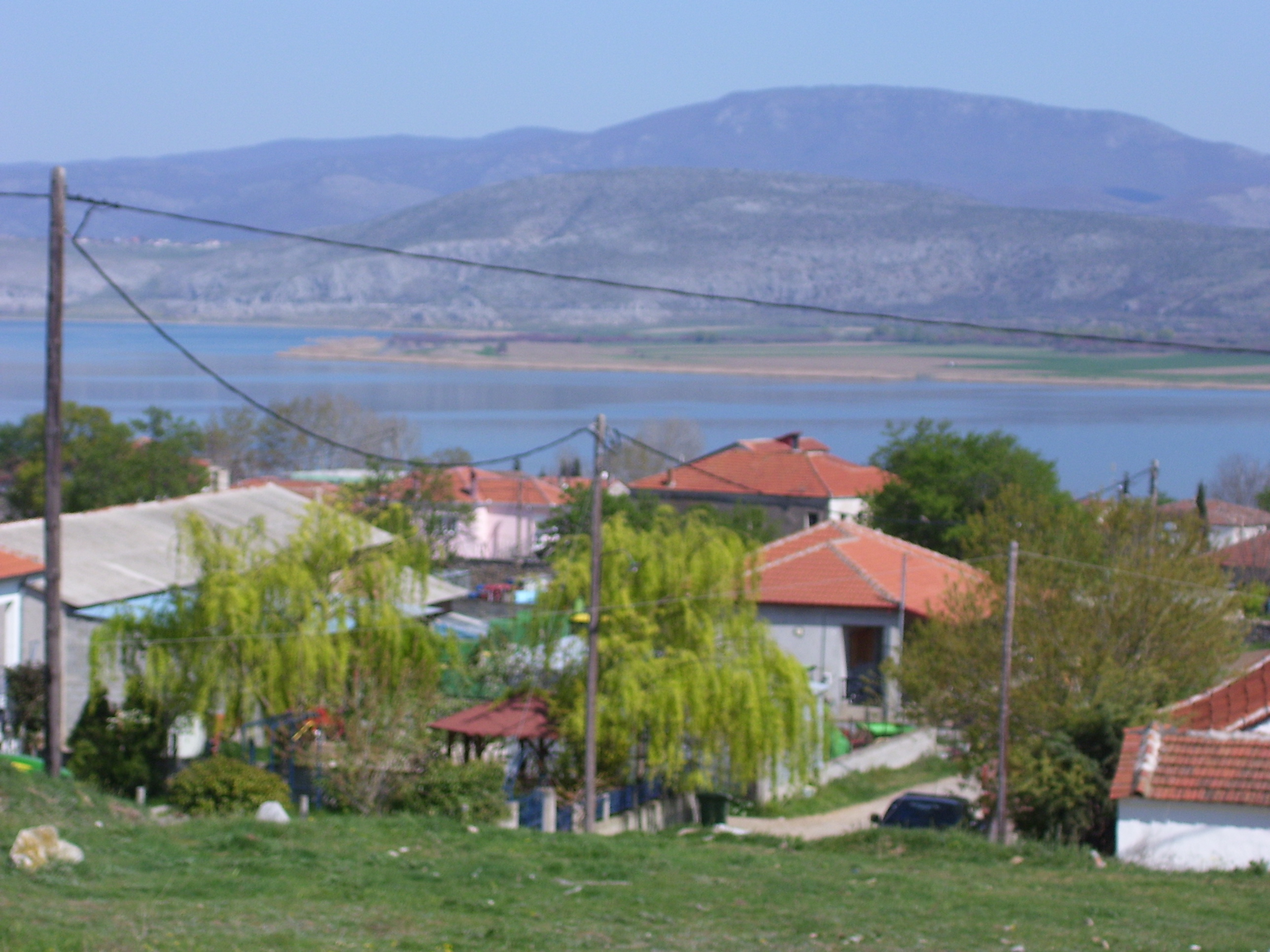
Blick auf den Vegoritida-See von der am Westufer befindlichen Ortschaft Agios Pandelimonas

Ein Großteil der Weinberge liegt auf einer Höhe von 570 bis 750 m ü. dem Meeresspiegel zwischen den Seen von Petres und Vegoritida. Das Klima trägt schon kontinentale Züge mit einem angenehm warmen Sommer und einem kühlen Winter, in dem Schneefall keine Seltenheit ist. Im Sommer entsprechen die Klimawerte denen des Anbaugebiets von Bordeaux. Amyndeo verfügt damit über das kühlste Klima aller OPAP-Weinregionen. Von den insgesamt 1.236 Hektar (Stand 2001) Rebfläche Florinas entfällt nahezu die Hälfte auf die Herkunftsbezeichnung Amyndeo.
Insbesondere die Böden in der Nähe der Seen sind nährstoffreich, sodass dort zur Wahrung guter Qualitäten durch konsequente Reberziehung eine starke Ertragsbeschränkung durchgeführt werden muss. Mavro Naoussis, die hier Xinomavro genannt wird, ist die einzige zugelassene Rebsorte, die innerhalb der gesetzlichen Bestimmungen zu trockenen, halbtrockenen oder halbsüßen Weinen verarbeitet werden darf. Der überwiegende Teil der roten OPAP-Weine wird jedoch trocken ausgebaut. Einige Winzer stellen auch einen Weißwein aus der roten Xinomavro her. Diese sogenannten Blanc de Noirs Weine können hervorragend sein, sind aber im Regelwerk des Anbaugebiets Amyndeo nicht zugelassen und müssen daher als Landwein Topikos Inos (Τοπικός Οίνος) Florina vermarktet werden. Das gilt auch für die weißen Schaumweine aus der Sorte.
Im Vergleich zu den Rotweinen von Naoussa, die ebenfalls sortenrein aus Xinomavro gekeltert werden, sind die Gewächse von Amyndeo leichter. Sie haben einen fruchtigeren Charakter und der Tanningehalt ist weniger ausgeprägt.
Amyndeo ist die einzige Herkunftsbezeichnung mit OPAP-Charakter, in der Roséwein eine bedeutende Rolle spielt. Außerdem wird eine signifikante Menge an Rosé-Schaumwein hergestellt. Meist wird als Herstellverfahren die Charmat-Methode gewählt, die den Weinen einen weniger komplexen aber gefälligeren Charakter verleiht.
Bedeutende Erzeuger dieser Weine sind die Weingüter Alpha Estate, Kir-Yianni, Domaine Karanika und Hatzi Winery.